# Fusil Whitworth

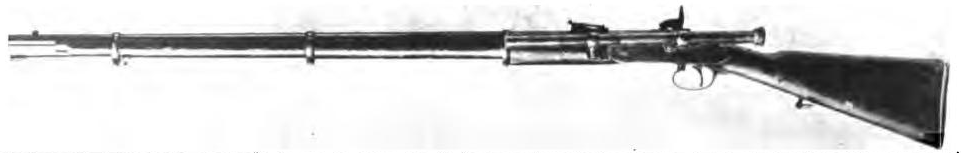
Fusil Whitworth

Le fusil Whitworth était un fusil à percussion de fabrication anglaise utilisé dans la seconde moitié du XIXe siècle. Un fusil à chargement par la bouche à un coup avec une excellente précision à longue portée pour son époque, en particulier lorsqu'il est utilisé avec une lunette de visée, le fusil Whitworth était largement considéré comme le premier fusil de sniper au monde.
Le fusil Whitworth a été largement utilisé par les tireurs d' élite confédérés pendant la guerre de sécession, coûtant la vie à plusieurs généraux de l'Union, dont le major général John Sedgwick, l'un des officiers les plus haut gradés de l'Union tués pendant la guerre civile, abattu le 9 mai 1864, à Spotsylvania. En octobre 2017, un exemple d'époque d'un fusil confédéré Whitworth a été vendu aux enchères avec un prix d'adjudication de 161 000 $.
Le fusil Whitworth était considéré comme le meilleur fusil de son temps en termes de précision, par rapport aux fusils britanniques, français, américains ou d'autres origines.

## Histoire
Le fusil Whitworth a été conçu par Sir Joseph Whitworth, un éminent ingénieur et entrepreneur britannique. Whitworth avait expérimenté des canons utilisant des rayures polygonales au lieu de canons rayés traditionnels, qui ont été brevetés en 1854. Les rayures polygonales hexagonales signifiaient que le projectile n'avait pas à mordre dans les rainures comme c'était le cas avec les rayures conventionnelles. En 1856, ce concept a été démontré dans une série d'expériences utilisant des obusiers en laiton.
Whitworth pensait que le même type de système pourrait être utilisé pour créer un fusil plus précis pour remplacer le Pattern 1853 Enfield, qui avait montré quelques faiblesses lors de la guerre de Crimée. Des essais eurent lieu en 1857 pour comparer le concept de Whitworth par rapport aux fusils d'Enfield. Le fusil Whitworth a surpassé l'Enfield avec un taux d'environ trois contre un dans les essais, qui ont testé la précision et la portée des deux armes. Notamment, le fusil Whitworth a pu atteindre la cible à une distance de 2000 yd, alors que l'Enfield n'a pu toucher la même cible qu'à une distance de 1400 yd .
Alors que les essais ont généralement été un succès pour le fusil Whitworth, le gouvernement britannique a finalement rejeté son principe car le canon du Whitworth était beaucoup plus sujet à l'encrassement que l'Enfield, et le fusil Whitworth coûtait également environ quatre fois plus cher à fabriquer. La Whitworth Rifle Company a pu vendre l'arme à l'armée française, ainsi qu'à la Confédération pendant la guerre civile américaine.

## Conception et fonctionnalités
Alors que la conception du canon du fusil Whitworth était innovante, le reste du fusil était similaire aux autres fusils et fusils-mousquets utilisés à l'époque. Le fusil était chargé par la bouche et utilisait un mécanisme de tir à percussion . Le mécanisme de verrouillage était très similaire à celui utilisé sur le fusil-mousquet Enfield.
Whitworth choisit d'utiliser une balle plus longue et plus mince que ce qui était courant à l'époque, ce qui a entraîné un diamètre d'alésage de .451 pouces, nettement plus petit que le calibre .577 pouces qui était l'alésage habituel. Les balles de Whitworth étaient plus stables à de plus longues distances que les balles plus courtes ou de plus grand diamètre utilisées dans d'autres fusils de l'époque. Bientôt, le calibre .577 fut appelé "fullbore", et le calibre .451, largement utilisé dans le tir sportif à longue distance, "smallbore". Whitworth a également conçu un modèle avec un canon de 1-in-20 pouces (510mm), avec une rayure un peu plus serrée que le pas de 2.000mm de l'Enfield 1853, ou les dernières variantes 1856/1858 avec des canons à cinq rainures et un pas de rayure de 1.200mm. La rotation supplémentaire due au pas plus serré conférait au projectile une meilleure stabilité de la balle sur son parcours.
Le fusil Whitworth pesait 9 lb (4.1 kg) . Les autres fusils à longue portée de l'époque avaient tendance à avoir des canons beaucoup plus gros et plus lourds, ce qui les rendait trop lourds pour une utilisation standard dans l'infanterie.
Lorsqu'ils étaient utilisés par des tireurs d'élite, les fusils Whitworth étaient généralement appuyés contre un arbre ou une bûche pour augmenter leur précision. Certains tireurs d'élite portaient leurs propres supports fourchus pour le fusil, de sorte qu'ils avaient toujours un support approprié de disponible.[page à préciser]
En 1860, la British National Rifle Association a tenu sa première réunion annuelle à Wimbledon. La reine Victoria a tiré le premier coup d'un fusil Whitworth posé sur un support stable et a fait mouche à 400 yards (370 m), à environ 25 à 32 mm  de son centre.
La Grande-Bretagne était officiellement neutre pendant la guerre de sécession, mais les fabricants d'armes privés n'étaient pas tenus de rester neutres. La Whitworth Rifle Company, par exemple, a vendu le fusil à la Confédération. Les soldats confédérés qui utilisaient ces fusils étaient appelés Whitworth Sharpshooters . Ils accompagnaient les fantassins réguliers et étaient généralement utilisés pour éliminer les servants de pièces d'artillerie de l'Union.
Le Whitworth a été tenu responsable d'au moins deux décès d'officiers de haut rang. Le 19 septembre 1863, lors de la bataille de Chickamauga, un tireur d'élite confédéré inconnu blessa mortellement le général de l'Union William Lytle, qui menait une charge à ce moment-là.[réf. nécessaire]
Plus tard dans la guerre, le 9 mai 1864, pendant la bataille de Spotsylvania Courthouse, selon des récits populaires, le général de l'Union John Sedgwick réprimandait certaines de ses troupes pour s'être allongées dans un fossé pour éviter les tireurs d'élite confédérés à une distance d'environ 1.000 yards . Des tirs de fusils confédérés Whitworth, facilement identifiables en raison des sifflements stridents que leurs balles hexagonales faisaient en vol, ont poussé les membres de son état-major et les artilleurs à proximité à se mettre à l'abri. Sedgwick s'est promené à l'air libre et a été cité comme disant: "Quoi? Des hommes esquivant par ici pour des balles simples ? Que ferez-vous lorsqu'ils ouvriront le feu sur toute la ligne ? J'ai honte de vous. Ils ne pouvaient pas toucher un éléphant à cette distance." Bien que blamés, ses hommes ont continué à s'abriter et il a répété : « J'ai honte de vous, esquivant de cette façon. Ils ne pouvaient pas toucher un éléphant à cette distance." Quelques secondes plus tard, il est tombé en avant avec un trou en pleine tête sous son œil gauche. Au moins cinq soldats confédérés ont affirmé avoir tiré le coup fatal.
Le fusil Whitworth avec un alésage hexagonal et une pas de rayure rapide, lorsqu'il a été testé par l'Ordnance Committee de l'Union, en concurrence avec le
- Fusil Lancaster avec un alésage elliptique lisse et une torsion croissante;
- le chargeur de culasse de Westley Richards avec un canon Whitworth ;
- et le Carabine Enfield de cinq cannelures et torsade régulière d'un tour en quarante trois pouces;

a été admis avoir surpassé tous les autres pour la précision à longue distance. Pas moins de 1 000 coups ont été tirés de chaque fusil sans nettoyage. Mais comme cela nécessitait "... des cartouches longues très particulières, on pensait que, pour des raisons d'intendance, elles seraient peu pratiques à des fins militaires".

## Variantes
Les fusils Whitworth ont été fabriqués avec des longueurs de canon de 33, 36 et 39 pouces (840,910 et 990 mm), donnant respectivement à l'arme une longueur totale de 49, 52 et 55 pouces (1.200, 1.300 et 1.400 mm) . Le canon était attaché au fût à l'aide de deux ou trois anneaux, selon la longueur du canon.
Deux types de balles étaient utilisées dans le fusil Whitworth : hexagonales et cylindriques. Les balles cylindriques devaient être faites de plomb pur mou, avec un petit creux dans la base. Sous l'effet de l'explosion de 80 à 90 grains de poudre à fusil fine, la balle se calaient dans l'alésage hexagonal. Les balles récupérées se sont avérées aussi hexagonales que celles qui avaient été fabriquées en usine à une forme hexagonale. La balle de forme hexagonale n'avait pas besoin de se dilater pour saisir correctement le canon et pouvait donc être fabriquée à partir d'un alliage de plomb plus dur.
Les viseurs utilisés sur les fusils Whitworth variaient. Certains utilisaient des viseurs rabattables de type Enfield qui étaient gradués à 1200 yd (1100 m) par incréments de 100 yards (90m). D'autres utilisaient un viseur à lame coulissante avec un réglage pour la dérive. Certains avaient de simples guidons fixes, tandis que d'autres utilisaient un poste et un guidon globe. Un petit nombre de fusils Whitworth étaient équipés d'une lunette de visée à grossissement 4, conçue par le colonel Davidson qui, contrairement aux lunettes de visée modernes, était fixée sur le côté gauche de l'arme au lieu du haut. Alors que la lunette de visée était très avancée pour l'époque, elle avait la réputation de laisser l'utilisateur avec un œil au beurre noir en raison du recul assez important du fusil.
Le fusil confédéré typique de la guerre civile américaine avait une longueur de canon de 33 pouces (840mm), des viseurs ouverts avec la lame avant réglable en dérive et une crosse qui s'étendait à une courte distance du museau, donnant au fusil une apparence à nez camus.

## Utilisation moderne
Auparavant, des reproductions de fusils Whitworth étaient fabriquées par Parker-Hale et Euroarms. En septembre 2015, le fabricant italien Davide Pedersoli a lancé la préproduction moderne des fusils Whitworth. Ces reproductions sont souvent utilisées par les reconstitueurs confédérés de la guerre civile américaine et par ceux qui s'intéressent aux armes à feu à chargement par la bouche. Toutes les variantes utilisées pendant la guerre civile américaine étaient "à deux bandes" avec un canon de 33 pouces (840mm), tandis que depuis, les fusils de reproduction sont tous les versions civiles à canon plus long, "à trois bandes", du célèbre fusil. De nombreux tireurs aiment les utiliser dans des compétitions de tir à la cible à des distances allant jusqu'à 1000 yd (910 m) .